# Rio do Testo
O Rio do Testo tem sua nascente na região norte do município de Pomerode correndo de norte para sul encontrando as águas do Rio Itajaí-Açu no bairro Badenfurt, na cidade de Blumenau. Seu curso entre a nascente e o desague no rio Itajaí-Açú tem aproximadamente 40 km.
Seus principais afluentes são o ribeirão Testo Rega e o ribeirão Wundervald na margem esquerda, e na margem direita tem como principal afluente o ribeirão do Salto. Ambos os ribeirões encontram o rio do Testo na região central do município de Pomerode.